# Zupa z chrabąszczy majowych

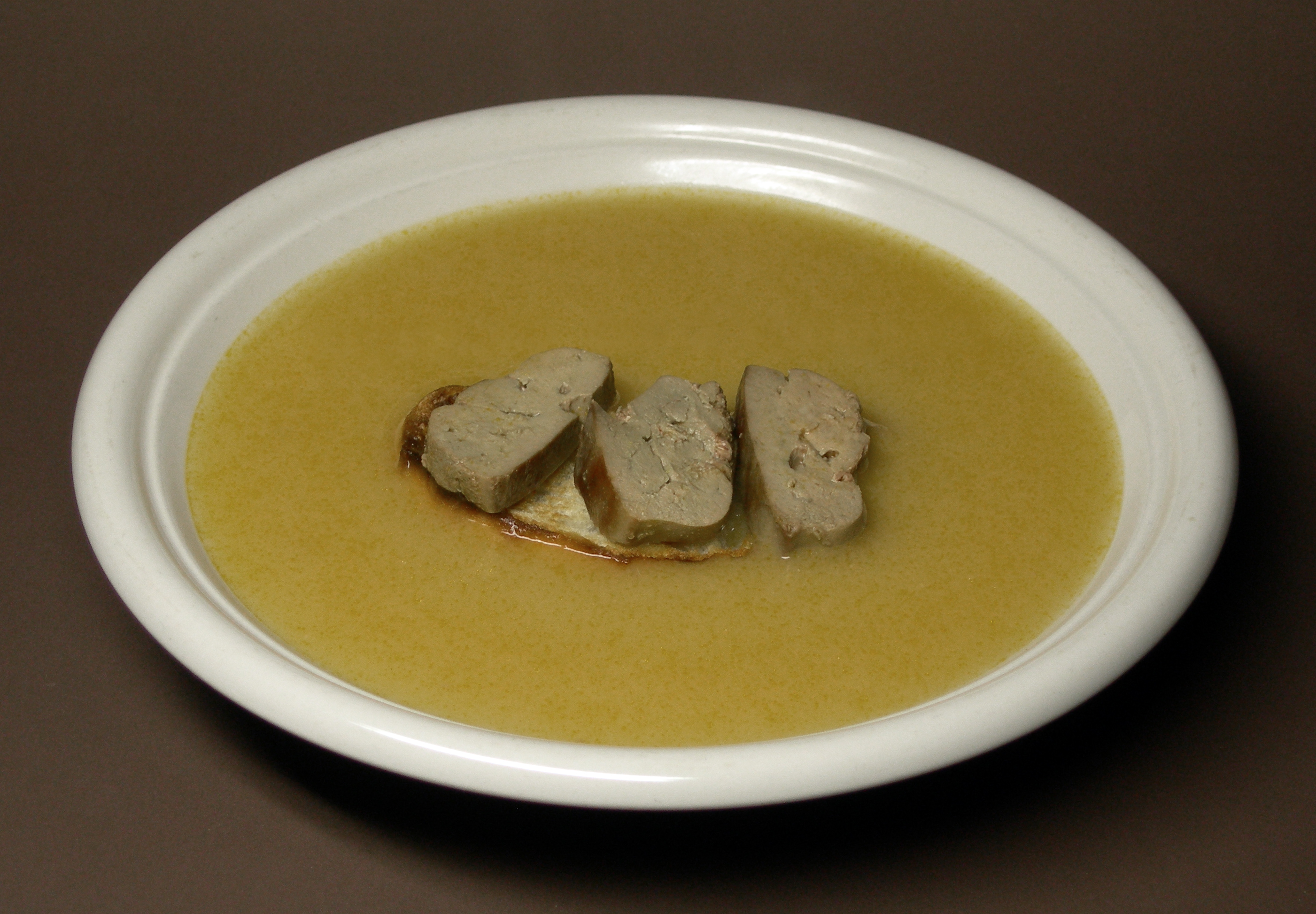
Zupa krabowa na sposób zupy z chrabąszczy majowych z grzankami i wątróbką

Zupa z chrabąszczy majowych należy do mniej rozpowszechnionych w Europie dań z owadów. Była znana do połowy XX wieku w Niemczech i Francji. W smaku przypomina zupę krabową .  
Chrabąszcze majowe pozbawione skrzydeł i odnóży podsmaża się na maśle, a następnie gotuje w rosole cielęcym lub kurzym. W zależności od przepisu można zupę przecedzić i spożywać jako bulion, lub stosuje się roztarte na początku w moździerzu chrabąszcze i zagęszcza zupę zasmażką i żółtkiem. Podawano ją niegdyś na przykład z plastrami wątróbki cielęcej lub piersią z gołębia oraz z grzankami z białego pieczywa. Na porcję dla jednej osoby liczono około 30 chrabąszczy. Zupa ma przyjemny zapach i brązowy kolor przypominający barwę pokryw skrzydłowych chrabąszcza. Doktor Johann Joseph Schneider zalecał podawanie jej na wzmocnienie chorym w stanach osłabienia.
W artykule z roku 1844 można przeczytać, że chrabąszcze nie służyły wówczas jedynie do przygotowania zupy, ale były zjadane także przez studentów na surowo, jedynie po obcięciu odnóży. W wielu cukierniach można je było dostać serwowane w cukrze i spożywano je kandyzowane na deser. 
Według dziewiętnastowiecznych badań chrabąszcze zawierają 64% wody, 16% białka, 4% tłuszczu i 3,8% chityny.